# Ompok jaynei
Ompok jaynei és una espècie de peix de la família dels silúrids i de l'ordre dels siluriformes.

## Morfologia
Els mascles poden assolir els 15,2 cm de llargària total.

## Distribució geogràfica
Es troba a Sarawak i Sabah.